# グラナート (宇宙望遠鏡)
国際天体物理学望遠鏡"グラナート"(GRANAT)はフランス、デンマーク、ブルガリアとの協力で開発されたソビエト（後のロシア）の宇宙望遠鏡である。これは1989年12月1日にプロトンロケットに乗せて発射され、離心率の大きい楕円軌道は4日間の公転周期で、そのうち3日間が観測に費やされた。運用開始後ほぼ9年間作動した。
1994年9月、ほぼ5年間の管理された観測のあとで、姿勢制御装置へのガスの供給が尽き、望遠鏡は制御されていない状態になった。1998年11月27日に通信が途絶えた。
7つの異なる装置を載せて、グラナートはX線からガンマ線の範囲のエネルギーで宇宙を観測するために設計された。その主要な装置、SIGMAは硬X線と軟ガンマ線の両方の源を画像化することができた。PHEBUS装置はガンマ線バーストや他の一過性のX線源の研究のためのものだった。他の実験、例えばART‐Pのような実験は、X線源を35keVから100keVの範囲で画像化するためのものだった。一つの装置WATCHは空を連続的に観察し、他の装置に新たな、もしくは、興味深いX線源に対する注意を喚起するために設計された。ART‐Sスペクトル計はX線エネルギーの範囲を扱っていたのに対し、KONUS‐BやTOURNESOLという実験はX線とガンマ線の両方のスペクトルを扱っていた。

## 宇宙機
グラナートは3つの軸で安定化された最後のベネラ級宇宙船であり、ラヴォーチキン記念科学製造合同によって生産された。それは、1983年から1989年の間に機能していたアストロン望遠鏡に類似している。このことから、この宇宙機は当初はアストロン2として知られていた。その重さは4.4トンでほぼ2.3トンの国際科学機器を運んでいた。グラナートは高さ6.5メートルで全長8.5メートルの太陽電池をもっていた。科学機器が利用できる電力はおおよそ400Wだった。

## 発射と軌道

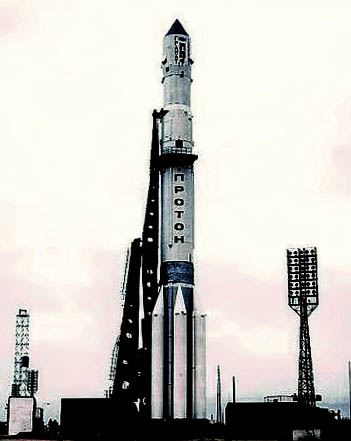
グラナートを運ぶプロトンロケット

この宇宙機は1989年12月1日にカザフスタンのバイコヌール宇宙基地からプロトンロケットに乗って発射された。それは初期遠地点/近地点がそれぞれ200,000km/2,000kmで、傾きが51.5度の高偏心98時間軌道に配置された。このことは、太陽や月の摂動が、軌道傾斜をかなり増加させる一方で、離心率をかなり減少させることを意味している。その結果、1994年9月にグラナートが管理された観察を完了したときには軌道は円に近い形になっていた。(1991年までに近地点は20,000kmまで増加し、1994年9月までに遠地点/近地点は59,025km/144,550、傾斜は86.7度まで増加した。)
4日間のうち3日間は軌道の観測に専念した。軌道上での9年間の後、その観測所は1999年5月25日についに地球の大気へと再突入した。
| 日にち        | 近地点 (km) | 遠地点 (km) | 近点引数 (deg) | 軌道傾斜角 (deg) | 昇交点黄経 (deg) |
| ------------- | ----------- | ----------- | -------------- | ---------------- | ---------------- |
| 1989年12月1日 | 2,000       | 200,000     | 285            | 51.5             | 20.0             |
| 1991年12月1日 | 23,893      | 179,376     | 311.9          | 82.6             | 320.3            |
| 1994年12月1日 | 58,959      | 144,214     | 343.0          | 86.5             | 306.9            |
| 1996年12月1日 | 42,088.8    | 160,888     | 9.6            | 93.4             | 302.2            |

## 観測機器

### SIGMA

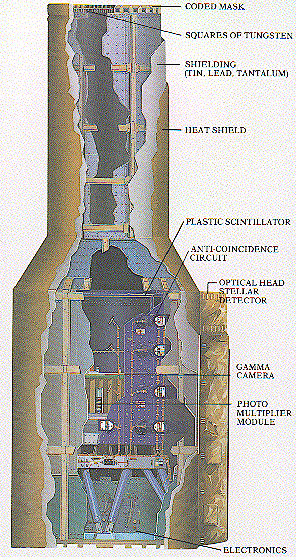
SIGMA

硬X線、低エネルギーガンマ線SIGMA望遠鏡はフランスの宇宙線研究センターとフランス原子力庁の共同制作品であった。それは、80 cm2の有効面積と、~5°×5°の最大感度視野によって、35–1300 keV,の範囲のエネルギーを扱っていた。最大角分解能は、15 arcminであった。エネルギー分解能は8%で511 keVであった。その画像処理能力は符号化マスクと、アンガーカメラの原理に基づいた位置検出器の提携に由来していた。

### ART-P

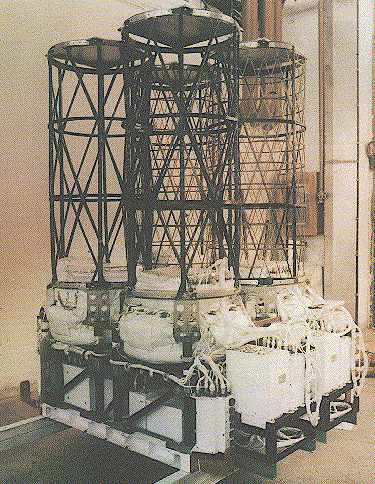
ART-P

ART-P X線望遠鏡はモスクワのIKIが責任を持っていた。その器具は画像処理のために4〜60 keV の範囲のエネルギーを扱い、分光と時間の計測のために4〜100 keV の範囲のエネルギーを扱っていた。ART-P望遠鏡には、4つの同一のモジュールがあり、それぞれはURA符号化マスクとともに位置敏感型マルチワイヤ比例計数から成り立っていた。それぞれのモジュールはおおよそ600 cm²の有効面積を持ち、1.8° 1.8°の視野を生じさせていた。角分解能は5arcmin,時間的及びエネルギー解像度はそれぞれ3.9 msと22%で6 keVであった。その機器は、8時間の露光でカニ星雲源（=1"mCrab」）の0.001の感度を達成した。最大の時間解像度は4 msである。

### ART-S
ART-S X線スペクトル計もまた、IKIによってつくられたものであり、3~100 keVの範囲のエネルギーを扱っていた。その視野は2° 2°であった。その器具は分光MWPCに基づいた4つの検出器からなっていて、10 keV で2,400 cm²、100 keVで800 cm²の有効面積をつくっていた。時間解像度は200マイクロ秒であった。

### PHEBUS
PHEBUS実験は100 keV〜100 MeVの範囲の高エネルギー過渡現象を記録するために、フランスの宇宙線研究センターによって、計画された。それは2つの同一の検出器とそれらの関連づけられたエレクトロニクスからなっている。それぞれの検出器は直径78 mm、厚さ120 mm ゲルマン酸ビスマス（英語: bismuth germanate）(BGO)結晶からなっていて、プラスチックの抗一致ジャケットに囲まれている。2つの検出器は4πステラジアンの観測のために宇宙機上に配置された。0.1〜1.5 MeV のエネルギー範囲における計数率がバックグラウンドレベルを0.25秒または1.0秒のいずれかで8 sigma 超えたとき、バーストモードが稼働する。116のエネルギーチャンネルがあった。

### WATCH
デンマーク宇宙研究所によって設計され、1990年1月に動き始めた4つのWATCHはグラナート観測所で動作していた。この器具は、回転変調コリメーターを使って、0.5°の範囲内で 6〜180 keVの光源の位置を特定することができた。まとめると、その器具の3つの視野はおおよそ空の75%をカバーしていた。FWMHエネルギー分解能は60 keVであった。静かな期間は、2つのエネルギー帯（6〜15、15〜180 keV）の計数率は搭載されていたコンピュータのメモリの可用性によって、4，8または16秒で蓄積した。バーストまたは過渡事象の間、計数率は36個のエネルギーチャンネルにつき1秒の時間解像度で蓄積した。

### KONUS-B
サンクトペテルブルクのヨッフェ物理学技術研究所で設計されたKONUS-Bは、宇宙機の周りに分散された、8 MeVのエネルギーに対し、10 keV のフォトンで応答する7つの検出器からなっていた。それらは、ベリリウム入射窓の背後の厚さ50 mmで直径200 mmの、ヨウ化ナトリウムシンチレータ結晶からなっていた。側面の表面は厚さ5 mmの鉛の層によって保護されていた。バースト検出の敷居は、バーストスペクトルと立ち上がり時間によって、1平方センチメートルあたり500〜50マイクロジュール(5 × 10-7 to 5 × 10-8 erg/cm²)であった。スペクトルは、2つの31チャンネル波高分析器（PHA）によって、採取されていた。PHAのうち最初の8つは、1/16 s で時間解像度を測定し、残りのPHAは計数率に応じて、様々な時間解像度で測定した。解像度の範囲は0.25〜8 sであった。
KONUS-Bは1989年12月11日から1990年2月20日まで作動していた。その期間にわたって、実験のための 動作中の期間は27日だった。約60の太陽フレアと19の宇宙ガンマ線バーストが検出された。

### TOURNESOL
フランスのTOURNESOLは4つの比例計数管と2つの光検出器からなる。比例計数管は6° 6°の視野で 2 keVと20 MeV の間のフォトンを計測する。可視検出器は5° 5°の視野を持っていた。その器具は高エネルギーの事象のガンマ分光（英語: Gamma spectroscopy）を実行するためだけでなく、硬エネルギーバースト源の光学対応を探すために設計された。

## 科学的成果
指向観測の最初の4年間でグラナートは、銀河中心の深いイメージング及び分光法、ブラックホール候補の幅広い観察、そして、X線新星を重視し、多くの銀河と銀河系外のX線源を観察した。1994年以降、観測所は調査モードへと切り替わり、40〜200 keVのエネルギー帯で、敏感な全天サーベイを実行した。
含まれるハイライトの一部：
- 銀河中心領域の非常に深いイメージング(500万秒以上の持続時間).[10]
- 銀河マイクロクエーサー 1E1740-294 とX線新星 Muscae（英語: GRS 1124-683）からのエレクトロン-ポジトロン消滅ラインの発見[7]
- ブラックホール候補のスペクトルと時間変動の研究[7]
- 観察の8年間にわたって、グラナートは20程度の新しいX線源、すなわち、ブラックホール及び中性子星の候補を発見した。その結果、それらの名称はグラナートがもとであることを意味する "GRS" で始まる。"International Astrophysical Observatory "GRANAT"". IKI RAN. Retrieved 2007-12-05. 例は、GRS 1915+105（英語: GRS 1915+105）(銀河系で発見された最初のマイクロクエーサー)と GRS 1124-683（英語: GRS 1124-683）.[8][9]

## ソビエト連邦解体の影響
ソビエト連邦解体後、計画に2つの問題が生じた。ひとつ目の問題は本来は地政学的な問題だった。主要な宇宙船制御センターはクリミア地域のイェウパトーリヤ施設に位置していた。この制御センターはソ連の宇宙計画において重要なもので、国内に2つしかない70 mのパラボラアンテナのうちの1つがあった。連邦の崩壊によって、クリミア地域は、ほとんどロシア民族が居住していたが、それ自体が新たに独立したウクライナの一部であるということになり、中心はウクライナの国際管理下に置かれ、新たな政治的ハードルとなってしまった。しかしながら、主要でもっとも緊急な問題は、ソ連崩壊後のロシアの支出危機の中で、宇宙船の継続的な運用を支援する資金を見つけることだった。科学的及び経済的にその計画にすでに大きな貢献をしていたフランス国立宇宙研究センターは直接、継続事業に資金を供給するためにそれ自体を引き継いだ。